# Sagvan Tofi
Sagvan Tofi (* 7. September 1964 in Prag) ist ein tschechischer Schauspieler, Drehbuchautor, Sänger und Model.

## Filmografie
- 1982: Od vraždy jenom krok ke lži (Hilfe, ich bin kein Mörder; Regie: Petr Tucek)
- 1983: Vítr v kapse (Und das Leben ist voller Träume bzw. Wind in der Tasche; Regie: Jaroslav Soukup)
- 1983: Zámek Nekonečno (Regie: Antonín Kopřiva)
- 1983: Stav ztroskotání (Regie: Vít Olmer)
- 1985: Bylo nás šest (TV-Miniserie)
- 1997: Pet Prani (TV-Film; Regie: Zdeněk Havlíček und Pavel Vantuch)
- 1987: Krajina s nábytkem (Landschaft mit Möbeln; Regie: Karel Smyczek)
- 1988: Kamarád do deště (Durch dick und dünn; Regie: Jaroslav Soukup)
- 1992: Kamarád do deště II – příběh z Brooklynu (Brooklyn Story; Regie: Jaroslav Soukup)
- 2005: Rodinné tajomstvá (TV-Serie; 3 Episoden)
- 2010: Dokonalý svet (TV-Serie; 1 Episode)

2008 schrieb er die Drehbücher für die 15 Episoden der ersten Staffel seiner Talkshow-Serie Prísne tajné.

## Diskografie
Alben:
- 1988: Večírek (Supraphon)
- 1991: Sagi (Tommü Records)
- 2003: Best Of (Popron Music)

Singles:
- 1985: Poslední fotka (Split-Single mit Dagmar Veškrnová & Lukáš Vaculík; Supraphon)
- 1986: Večírek / Jsem drak (mit der Band Kroky Františka Janečka; Supraphon)
- 1987: Příběh / V davu (mit Kroky Františka Janečka; Supraphon)
- 1988: Dávej, ber / Brácho (Supraphon)
- 1989: Král průšvihů / Prázdný dotyky (Supraphon)